# 알렉산드르 모스칼렌코 (체조 선수)
알렉산드르 니콜라예비치 모스칼렌코(러시아어: Алекса́ндр Никола́евич Москале́нко, 1969년 11월 4일~)는 러시아의 전직 체조 선수로 주 종목은 트램펄린이다. 소련과 러시아 트램펄린 국가표 선수로 활동했으며 2000년 하계 올림픽에서 개인전 금메달, 2004년 하계 올림픽에서 개인전 은메달을 획득했다.